# Pascal Bentoiu
Pascal Bentoiu, né le 22 avril 1927 à Bucarest – mort le 21 février 2016 dans la même ville, époux de la poétesse Annie Bentoiu, est un compositeur et musicologue roumain.

## Biographie
Pascal Bentoiu a étudié l'harmonie, le contrepoint, l'orchestration et la composition avec Mihail Jora (1943-1948) ainsi que le violon et le piano. Après un bref séjour en tant que chercheur à l'Institut du folklore de Bucarest (1953-1956), il s'est entièrement consacré à la composition musicale. Pour un temps élu président de l'Union des compositeurs et musicologues roumains juste après la Révolution de 1989, il est le doyen des compositeurs roumains.
Sa musique, lyrique et colorée (sa 6e symphonie est divisée en : Noir - Rouge - Vert - Jaune - Bleu - Blanc), s'inspire des ressources du folklore roumain aussi bien que des langages diatoniques ou sériels et des techniques contemporaines. Bentoiu a composé trois opéras (Hamlet, son opus 18, a été créé à Marseille en 1974), un poème vocal symphonique, huit symphonies, un concerto pour violon et deux concertos pour piano, six quatuors à cordes, ainsi que des sonates et plusieurs cycles de mélodies. Ses œuvres ont été couronnées par de nombreux prix, notamment en Italie (Prix international de la RAI, Prix international Guido Valcarenghi) et en Roumanie.
Dans la seconde moitié des années 1990, à la suite de son maître-livre sur l'œuvre musicale de Georges Enesco paru en 1984, il s'est dédié, entre autres, à achever l'orchestration de la Symphonie no 4 et de la Symphonie no 5 ainsi qu'à orchestrer le poème symphonique Isis à partir des manuscrits du fondateur de l'École de composition de son pays.

## Publications
Il est l'auteur de plusieurs ouvrages (en langue roumaine) : Regards sur le monde de la musique, La Pensée musicale, L'Image et le sens. Essai sur le phénomène musical (traduit en français, 1979), Chefs-d'œuvre enesciens (traduit en anglais, 2010), Bréviaire enescien.